# گابریل ده میشل
گابریل ده میشل (فرانسوی: Gabriel De Michèle‎؛ زادهٔ ۶ مارس ۱۹۴۱) بازیکن فوتبال اهل فرانسه است.
از باشگاه‌هایی که در آن بازی کرده‌است می‌توان به باشگاه فوتبال نانت اشاره کرد.
وی همچنین در تیم ملی فوتبال فرانسه بازی کرده‌است.